# Geisenheimer Heide
Geisenheimer Heide este o arie protejată (arie specială de conservare — SAC, sit de importanță comunitară — SCI) din Germania întinsă pe o suprafață de 8,75 ha, integral pe uscat.

## Localizare
Centrul sitului Geisenheimer Heide este situat la coordonatele 49°59′44″N 7°56′46″E / 49.9956°N 7.9461°E.

## Înființare
Situl Geisenheimer Heide a fost declarat sit de importanță comunitară în iunie 2000 pentru a proteja 2 specii de animale. Situl a fost protejat și ca arie specială de conservare în martie 2008.

## Biodiversitate
Situată în ecoregiunea continentală, aria protejată conține 2 habitate naturale: Pajiști uscate seminaturale și facies de acoperire cu tufișuri pe substraturi calcaroase (Festuco-Brometalia) (* situri importante pentru orhidee), Fânețe de joasă altitudine (Alopecurus pratensis, Sanguisorba officinalis).
La baza desemnării sitului se află mai multe specii protejate de  păsări (2): sfrâncioc roșiatic (Lanius collurio), gaia roșie (Milvus milvus).
Pe lângă speciile protejate, pe teritoriul sitului au mai fost identificate 21 de specii de plante, 1 specie de păsări, 1 specie de nevertebrate, 1 specie de reptile.